# Buhlakî, Radomîșl
Buhlakî (în ucraineană Буглаки) este un sat în comuna Nova Buda din raionul Radomîșl, regiunea Jîtomîr, Ucraina.

## Demografie
Componența lingvistică a localității Buhlakî
     Ucraineană (97,22%)
     Belarusă (2,78%)
Conform recensământului din 2001, majoritatea populației localității Buhlakî era vorbitoare de ucraineană (97,22%), existând în minoritate și vorbitori de belarusă (2,78%).